# Maurice Abbot
Maurice Abbot (conosciuto anche come Sir Maurice Abbot  e Morris Abbot) (Guildford, 1565 – Londra, 1642) è stato un mercante e politico inglese.

## Biografia
Fratello di Robert e di George, fu dirigente della Compagnia inglese delle Indie orientali, membro dei Comuni, partecipò all'installazione dei primi insediamenti inglesi in Virginia nel 1624, e venne nobilitato da Carlo I d'Inghilterra e dal 1638 fu lord sindaco della City di Londra.